# Anne Haug
Anne Haug (Bayreuth, 20 de janeiro de 1983) é uma triatleta profissional alemã. 

## Carreira

### Rio 2016
Anne Haug disputou os Jogos do Rio 2016, terminando em 36º lugar com o tempo de 2:02:56. 